# Mario Hermoso
Mario Hermoso (Madrid, 1995. június 18. –) spanyol válogatott labdarúgó, az AS Roma hátvédje.

## Pályafutása

### Klubcsapatokban
Hermoso a spanyol fővárosban, Madridban született. Az ifjúsági pályafutását a helyi Concepción csapatában kezdte, majd a Real Madrid akadémiájánál folytatta.
2014-ben mutatkozott be a Real Madrid C, majd 2015-ben a Real Madrid B keretében. A 2015–16-os szezonban a másodosztályú Valladolid csapatát erősítette kölcsönben. 2017-ben az első osztályban szereplő Espanyolhoz igazolt. 2019. július 18-án ötéves szerződést kötött az Atlético Madrid együttesével. Először a 2019. augusztus 18-ai, Getafe ellen 1–0-ra megnyert mérkőzés 62. percében, Thomas Partey cseréjeként lépett pályára. Első ligagólját 2020. december 22-én, a Real Sociedad ellen idegenben 2–0-ás győzelemmel zárult találkozón szerezte meg.
Öt szezon alatt 174 tétmérkőzésen lépett pályára az Atlético mezében, a 2020-2021-es szezonban bajnoki címet szerzett a csapattal. 2024 júniusában nem hosszabbították meg lejáró szerződését, így távozott a klubtól.
2024. szeptember 2-án aláírt az AS Romához.

### A válogatottban
Hermoso az U21-es korosztályú válogatottban is képviselte Spanyolországot.
2018-ban debütált a felnőtt válogatottban. Először a 2018. november 18-ai, Bosznia-Hercegovina ellen 1–0-ra megnyert barátságos mérkőzésen lépett pályára.

## Statisztikák
2023. április 9. szerint
| Klub                    | Szezon   | Osztály          | Bajnokság | Bajnokság | Kupa és Ligakupa | Kupa és Ligakupa | Nemzetközi | Nemzetközi | Összesen | Összesen |
| Klub                    | Szezon   | Osztály          | Meccs     | Gól       | Meccs            | Gól              | Meccs      | Gól        | Meccs    | Gól      |
| ----------------------- | -------- | ---------------- | --------- | --------- | ---------------- | ---------------- | ---------- | ---------- | -------- | -------- |
| Valladolid (kölcsönben) | 2015–16  | Segunda División | 31        | 0         | 0                | 0                | —          | —          | 31       | 0        |
| Espanyol                | 2017–18  | La Liga          | 22        | 1         | 2                | 0                | —          | —          | 24       | 1        |
| Espanyol                | 2018–19  | La Liga          | 32        | 3         | 3                | 0                | —          | —          | 35       | 3        |
| Espanyol                | Összesen | Összesen         | 54        | 4         | 5                | 0                | 0          | 0          | 59       | 4        |
| Atlético Madrid         | 2019–20  | La Liga          | 17        | 0         | 1                | 0                | 5          | 0          | 23       | 0        |
| Atlético Madrid         | 2020–21  | La Liga          | 31        | 1         | 1                | 0                | 6          | 1          | 38       | 2        |
| Atlético Madrid         | 2021–22  | La Liga          | 26        | 2         | 1                | 0                | 6          | 0          | 33       | 2        |
| Atlético Madrid         | 2022–23  | La Liga          | 16        | 3         | 6                | 0                | 3          | 1          | 25       | 4        |
| Atlético Madrid         | Összesen | Összesen         | 90        | 6         | 9                | 0                | 20         | 2          | 119      | 8        |
| Összesen                | Összesen | Összesen         | 175       | 10        | 14               | 0                | 20         | 2          | 209      | 12       |

## Sikerei, díjai
Atlético Madrid
- La Liga
  - Bajnok (1): 2020–21

- Spanyol Szuperkupa
  - Döntős (1): 2019